# Erer (rivière)
L'erer est un fleuve pérenne de l'est de l'Éthiopie. Il s'élève près de la ville de Harar , et coule principalement vers le sud jusqu'à sa confluence avec la Shabelle à 7° 33′ 43″ N, 42° 01′ 43″ E.